# Tomáš Fiala (politik)
Tomáš Fiala (* 25. března 1957 Strakonice) je český politik a lékař, od roku 2020 senátor za obvod č. 12 – Strakonice, od roku 2003 ředitel Nemocnice Strakonice, nestraník za ODS.

## Život
Vystudoval základní školu a gymnázium ve Strakonicích a následně dětské lékařství na 2. lékařské fakultě Univerzity Karlovy v Praze (získal titul MUDr.). Ekonomické vzdělání absolvoval na pražské Newton College (získal titul Bc.) a manažerské na Auburn University (získal titul MBA).
Od roku 1983 pracuje ve strakonické nemocnici jako dětský lékař. V roce 1997 se stal náměstkem a od roku 2003 je ředitelem a předsedou představenstva akciové společnosti Nemocnice Strakonice. V letech 2009, 2019 a 2024 se nemocnice pod jeho vedením stala vítězem ankety Nemocnice roku ČR.
V letech 1996 až 2001 též vykonával funkci primáře dětského oddělení Nemocnice Vimperk a v letech 2012 až 2016 byl místopředsedou Asociace českých a moravských nemocnic. Zasedá v Akademické radě Newton College, školské radě strakonické průmyslovky a je členem dozorčí rady Unie zaměstnavatelských svazů. Celkem 25 sezon vykonával funkci klubového lékaře týmu strakonických extraligových žen a je členem výboru Tenis klubu Strakonice. V roce 2014 byl vítězem Mistrovství ČR v tenisové čtyřhře mužů nad 50 let.
Tomáš Fiala žije ve městě Strakonice. Je podruhé ženatý, má 4 děti. Volný čas tráví na rodinné chalupě na Podlesí mezi obcemi Drážov a Vacov.

## Politické působení

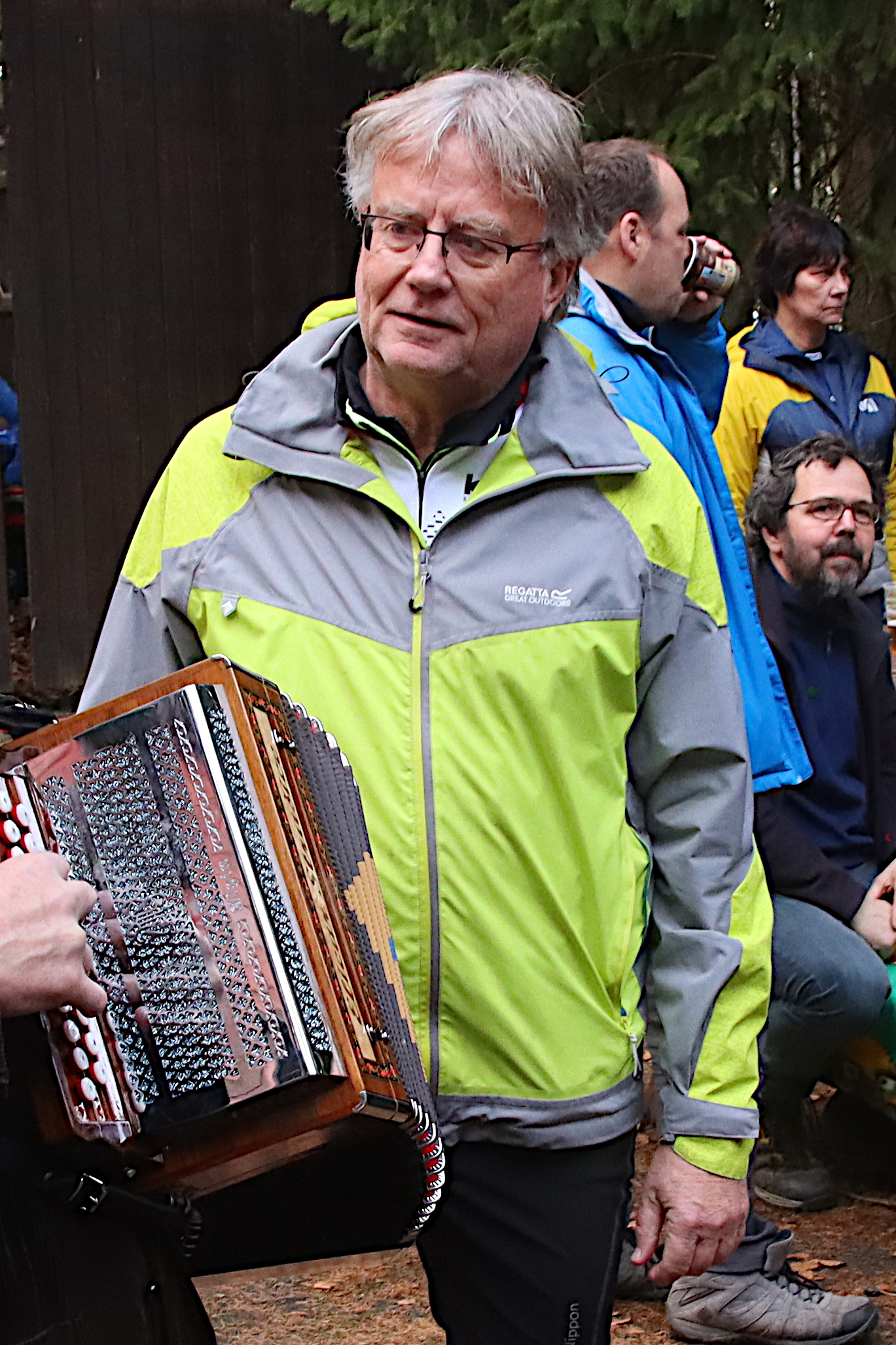
Tomáš Fiala na Javorníku

Ve volbách do Senátu PČR v roce 2020 kandidoval jako nestraník za ODS v obvodu č. 12 – Strakonice. V prvním kole získal 27,84 % hlasů, a postoupil tak z 1. místa do druhého kola, v němž porazil těsně (o 45 hlasů) nestraníka za KDU-ČSL Luboše Peterku poměrem hlasů 50,13 % : 49,86 %, a stal se tak senátorem.
V Senátu je členem Senátorského klubu ODS a TOP 09, Stálé komise Senátu VODA – SUCHO, Podvýboru pro sport Výboru pro vzdělávání, vědu, kulturu, lidská práva a petice, je rovněž předsedou Výboru pro zdravotnictví.
V komunálních volbách v roce 2022 kandidoval z 10. místa kandidátky koalice „SPOLU PRO STRAKONICE (ODS, TOP 09, KDU-ČSL)“ do zastupitelstva Strakonic, ale neuspěl.